# James Lahousse
James Lahousse (Roeselare, 9 november 1982) is een Belgische voetballer. Hij speelt voor KVC Wingene als verdediger.

## Carrière
Lahousse is een jeugdproduct van KSV Roeselare. Hij maakte onder trainer Dennis van Wijk zijn debuut in het eerste elftal. Lahousse speelde enkele jaren in Tweede klasse alvorens in 2005 met de club te promoveren naar de Jupiler League. Nadat de relatie met Van Wijks opvolger Dirk Geeraerd minder verliep, trok Lahousse na twee seizoenen in Eerste klasse met Roeselare naar tweedeklasser Oud-Heverlee Leuven. In 2009 ruilde hij de Leuvense club in voor KV Oostende.
Nadat in 2011 duidelijk werd dat Oostende flink wat zou besparen op spelerscontracten koos Lahousse voor de combinatie van werken en voetballen op lager niveau. De verdediger zakte eerst af naar eersteprovincialer Sassport Boezinge, sinds 2012 speelt hij voor KVC Wingene. Lahousse schoolde zich bij de VDAB om tot schilder en werkte later als magazijnier.

## Statistieken
| Seizoen        | Club                | Land            | Competitie     | Competitie | Competitie | Beker | Beker | Internationaal | Internationaal | Totaal | Totaal |
| Seizoen        | Club                | Land            | Competitie     | Wed.       | Dlp.       | Wed.  | Dlp.  | Wed.           | Dlp.           | Wed.   | Dlp.   |
| -------------- | ------------------- | --------------- | -------------- | ---------- | ---------- | ----- | ----- | -------------- | -------------- | ------ | ------ |
| 2005/06        | KSV Roeselare       | Vlag van België | Jupiler League | 34         | 2          | 1     | 0     | —              | —              | 35     | 2      |
| 2006/07        | KSV Roeselare       | Vlag van België | Jupiler League | 13         | 0          | 1     | 0     | 2              | 0              | 16     | 0      |
| 2007/08        | Oud-Heverlee Leuven | Vlag van België | Tweede klasse  | 23         | 1          | 2     | 0     | —              | —              | 25     | 1      |
| 2008/09        | Oud-Heverlee Leuven | Vlag van België | EXQI League    | 33         | 4          | 1     | 0     | —              | —              | 34     | 4      |
| 2009/10        | KV Oostende         | Vlag van België | EXQI League    | 33         | 2          | 0     | 0     | —              | —              | 33     | 2      |
| 2010/11        | KV Oostende         | Vlag van België | Tweede klasse  | 24         | 1          | 0     | 0     | —              | —              | 24     | 1      |
| Carrièretotaal | Carrièretotaal      | Carrièretotaal  | Carrièretotaal | 160        | 10         | 5     | 0     | 2              | 0              | 167    | 10     |